# Pei Yin
Pei Yin (fl. 438) was een Chinees geleerde. Hij was de samensteller van de 'Verzamelde uitleg op de Shiji' (Shiji Jijiexu, 史記集解序), vaak verkort tot Jijie (集解). Dat was een belangrijk commentaar op de Shiji en wordt gerekend tot de 'Commentaren van de drie geleerden' (sanjia zhu, 三家注), Pei Yin, Sima Zhen en Zhang Shoujie.
Het commentaar van Pei Yin op de Shiji is het meest uitgebreide van die drie commentaren. Hij baseerde zich op de Vijf Klassieken en op diverse filosofische werken. Tevens maakte hij gebruik van twee oudere commentaren op de Shiji, de 'Studie van de oude geschiedenis' (Gushi kao, 古史考) van Qiao Zhou (譙周, 199-270), ) en de Shiji Yinyi (史記音義), het commentaar van Xu Guang (徐廣, 353-425). De Jijie wordt, net als de commentaren van Sima Zhen en Zhang Shoujie sinds 1196 integraal aan de Shiji toegevoegd.
Zijn vader was Pei Songzhi (裴松之, 372–451), samensteller van een belangrijk commentaar op de Kroniek van de Drie Rijken, dat sinds het verschijnen een integraal onderdeel van dat werk vormt.

## Geraadpleegde literatuur
- Nienhauser, William H. Jr. Ssu-ma Ch'ien, The grand scribe's records. Deel 1: The basic annals of pre-Han China, Bloomington (Indiana University Press) 1994, ISBN 0-253-34021-7, p.xiii. Klik hier voor de betreffende passage.